# Drawsko Pomorskie
Drawsko Pomorskie (Duits: Dramburg) is een stad in het Poolse woiwodschap West-Pommeren, gelegen in de powiat Drawski. De oppervlakte bedraagt 22,24 km², het inwonertal 11.454 (2005).

## Geschiedenis
Al voor het jaar 1000 was hier door de Pommerse hertogen een grensburcht opgericht. De Brandenburgse markgraven kregen rond 1250 het gebied in handen en voegden het bij de Neumark, het gebied beoosten de Oder dat zij al eerder op het hertogdom Pommeren hadden verworven. Zij stichtten hier, dicht bij de grenzen met Pommeren en Polen, een stedelijke nederzetting die ontwikkeld werd door de ridders von Golz en dat was een succes zodat in 1297 het Maagdenburger stadsrecht verleend kon worden. Dat gaf de burgers rechten die ze echter moesten delen met het ter plaatse gestichte klooster. De Poolse koning ging ook aanspraak maken op het gebied maar moest in 1368 met een vredesluiting de rechten van Brandenburg erkennen. Brandenburg raakte echter wel in zodanige problemen dat de markgraaf, de latere Duitse keizer Sigismund, Dramburg in 1400 verkocht aan de Duitse Orde. In 1455 werd het weer Brandenburgs. In 1537 voerde de franciscaner monnik Faustinus Schliepe de lutherse hervorming in. In 1540 werd de Johanniterorde eigenaar van het stadje. In 1620 brandde het af en in de Dertigjarige Oorlog die daarna Pommeren verwoestte kon van wederopbouw nauwelijks nog  sprake zijn. Ook daarna had Dramburg de status van weinig meer dan een groot dorp. In 1719 telde het 757 bewoners. In 1801 waren ze verdubbeld, en in 1843 opnieuw, nu tot bijna 3.500. Pas na de aansluiting op het spoor van de ’Pommersche Centralbahn’ in 1877 kwam meer ontwikkeling met hout- en textielindustrie. Echter een nieuwe bevolkingsverdubbeling kwam pas na de Eerste Wereldoorlog tot boven de 7.000 tot stand, mede door vestiging van Duitsers die de bij Polen ingelijfde gebieden hadden moeten verlaten (zie Poolse Corridor). In 1939  had het stadje 8.000 inwoners.  
Begin maart 1945 veroverde het Sovjet-leger Dramburg. Voor zover zij niet waren gevlucht, werden de inwoners geïnterneerd in afwachting van deportatie. Die vond vanaf de zomer plaats en schiep plaats voor een nieuwe Poolse bevolking voor wat nu Drawsko genoemd werd. Zie Verdrijving van Duitsers na de Tweede Wereldoorlog. In 1955 telde Drawsko 6.300 Poolse inwoners, die in 2015 tot 11.454 waren aangegroeid, een aantal dat sinds 1990 stagneert.

## Bezienswaardigheden
De 15de-eeuwse lutherse 'Stadtpfarrkirche' is sinds 1945 rooms-katholiek. Ook de omwalling is bewaard gebleven, maar de huizen in de binnenstad zijn op enkele na platgebrand in maart en april 1945, en daarna door nieuwbouw vervangen.
Sinds kort is bij Drawsko een militair oefenterrein van de NAVO ingericht op een soortgelijk terrein van de voormalige Wehrmacht.
Dramburg/Drawsko ligt in een aantrekkelijke omgeving met golvende heuvellandschappen, bossen en meren. Aan het einde van de 19de eeuw kreeg het daarom de toeristische benaming 'Pommersche Schweiz'.

## Geboren in Dramburg
- Gustav Bundt (1867–1949), districtsarts en politicus voor de Duits-conservatieve partij DNVP
- Cornelius Kutschke (1877–1968), ingenieur en politicus, lid van de Duitse vredesdelegatie in Versailles (1919), verbonden aan de Technische Hogeschool Danzig, werd in 1934 door de nationaalsocialisten gearresteerd en uit zijn ambt gezet
- Ernst Moritz Manasse (1908–1997), filosoof en filoloog, vluchtte in 1935 vanwege zijn Joodse afkomst naar de Verenigde Staten waar hij als docent en publicist actief werd in de emancipatiestrijd van de zwarte bevolking
- Hans Wolter (1911–1978), hoogleraar natuurkunde aan de Universiteit van Marburg
- Hans Ulrich Kempski (1922–2007), Wehrmacht-parachutist en na 1945  journalist bij de Süddeutsche Zeitung
- Sybille Volkholz (* 1944), politica en senaatslid voor de Grünen het parlement in Berlijn